# 大和正樹
大和 正樹（やまと まさき、1954年1月1日 - ）は、日本の漫画家。新潟県南魚沼郡大和町（現南魚沼市）出身。他に小島 正春、小島 一将、マサ小島など別名義による作品もあり。ペンネームの由来は、出身地である大和町より。
デビュー後は小島正春名義で少年漫画誌を中心に作品を発表していたが、『プレイコミック』にて出世作となる『あげちゃう! 女教師』を大和正樹名義で発表、以後青年誌に活動の場を移す。他の代表作に『パパは大モノ!』、少年誌で『みあげた玉三郎』など。

## 経歴

### 少年時代
中学生の頃、漫画雑誌を読んで漫画家を志すようになり、手塚治虫や横山光輝に自分で描いた漫画を送っていたが、ある日横山から「漫画はペン描きで最後まできちんと読み切る形で描くものだよ。漫画をたくさん読みなさい」と書かれた返事を受け取り、感激して漫画家への思いを一段と高めた。高校時代、野球部に所属し甲子園を目指すが、予選で敗退する。これによりプロ野球選手への夢と決別し、もう漫画しかないと考え、18歳の時に手塚プロダクションのアシスタントに応募した。しかし返事が来なかったため落選したと判断した大和は、就職活動の結果、東京の印刷会社に内定。この後、手塚プロから採用通知が届くが、既に内定を取っていたため辞退した。大和はこの一件を振り返って「もったいないことをした」と語っている。

### デビューまで
上京し、会社勤めを始めるが、漫画を描く時間が欲しかったため1年弱で退社し、ガソリンスタンドでアルバイトをしながら漫画を描き続けた。この勤務先で大東豊治と知り合い、漫画の手伝いをするようになる。これが縁となって貴志元則に紹介され、約1年間アシスタントを務めながら貴志に師事し、漫画の基本を学ぶ。貴志のアシスタントとして働く間、集英社の手塚賞に応募し、1977年、第11回手塚賞にて『大空にたつ』（マサ小島名義）で佳作受賞。この後、集英社からの勧めで再度手塚賞に応募するが選外となる。しかしこれがきっかけで『月刊少年ジャンプ』に読み切り作品が掲載され、デビューを果たした。

### デビュー後
小島正春名義で『月刊少年ジャンプ』に読み切りをさらに1本発表した後、1978年、『週刊少年ジャンプ』で「白い狩人（ハンター）」「野性のバイブル」などを連載開始。同年、『週刊マーガレット』で『紅のサウスポー』を連載するが、少女誌読者の感性に合った漫画を描く事に「無理がある」と感じ、連載終了を自ら申し出た。1980年には、『週刊少年チャンピオン』で『キッカー烈男』を連載。
同年、ペンネームを“小島一将"に変更し、原作者・林律雄とのコンビで『少年サンデー増刊』（小学館）に連載した『みあげた玉三郎』は好調だったが、『青空スタンバイ』は後半のストーリーが駆け足で終わるなど少年誌でも伸び悩む。
転機となった1987年には、“大和正樹"として『プレイコミック』に掲載された『あげちゃう! 女教師』がヒット。その後は、青年誌を中心に『パパは大モノ!』『秘書はマドンナ』等の作品を発表している。

## 主要作品

### 少女誌
- 紅のサウスポー  - 女主人公は、左投手の中学女子野球選手。

### クロスオーバー誌
- サンシャイン・ボーイ[2]

### 少年誌
- 白い狩人[3]（狩人の読みは「ハンター」。遠崎史郎と共著）[4]
- 野生のバイブル（蕪木一生と共著）
- キッカー烈男 - 高校の男子サッカー部を中心に描く学園スポーツもの。
- 昇れリュウ（レオン隆寿と共著）[5]
- みあげた玉三郎（林律雄と共著。全13話） - 新潟の私立高校に通う女装女子高生のラブコメ。恋の相手は殆ど女性。
- 青空スタンバイ（全5話） - 高校の硬式テニス大会を勝ち上がっていく庭球部の主人公。

### 青年誌
- あげちゃう! 女教師
- あげちゃう! 女大家（「あげちゃう! 女教師」の姉妹シリーズ ）
- パパは大モノ! （鳴海丈と共著で「乱愛の館」を基に漫画化） - 豪邸に住む四姉妹と同居することになった偽物パパの物語。
- パパはもっともっと大モノ!（鳴海丈と共著。「パパは大モノ!」の続編 ）
- 秘書はマドンナ